# In viaggio (Alberto Fortis)
In viaggio è una compilation di Alberto Fortis pubblicata nel 2006 a seguito della sua partecipazione a Music Farm.

## Tracce
1. Dentro nel fiume
2. Settembre
3. Intro Anna 1
4. Mary (Cameron)
5. Io preferisco l'ovest
6. Il Duomo di notte
7. Con tutto l'amore che posso
8. La nena del Salvador
9. Hai ragione tu
10. Intro Anna 2
11. Emozioni
12. La sedia di lillà
13. Dimmi
14. Vivrai
15. Forever Young
16. Al di là della porta di vetro
17. Gbuaal gospel
18. You Got It (Live)